# Karlslund, Östersund
Karlslund är en stadsdel i Östersund, Jämtlands län. I stadsdelen ligger bland annat Östersunds skidstadion och den stora ackumulatortanken Arctura.

## Geografi
Karlslund avgränsas i nordväst av stadsdelen Norr genom Litsvägen som gränslinje, och i nordöst av Europaväg 14. I söder av stadsdelen Odenslund och Körfältet, med Stuguvägen som gränslinje. I sydväst av stadsdelen Staden, genom gatorna Genvägen, Biblioteksgatan och Litsvägen som gränser. Stadsdelen är, liksom stora delar av Östersund, relativt kuperad och sluttar kraftigt mot Storsjön.

## Namnet
Stadsdelen har fått sitt namn efter apotekaren Carl Anton Lignells (1816–1892) gård Carlslund. I början av 1960-talet började man officiellt stava stadsdelen Karlslund.

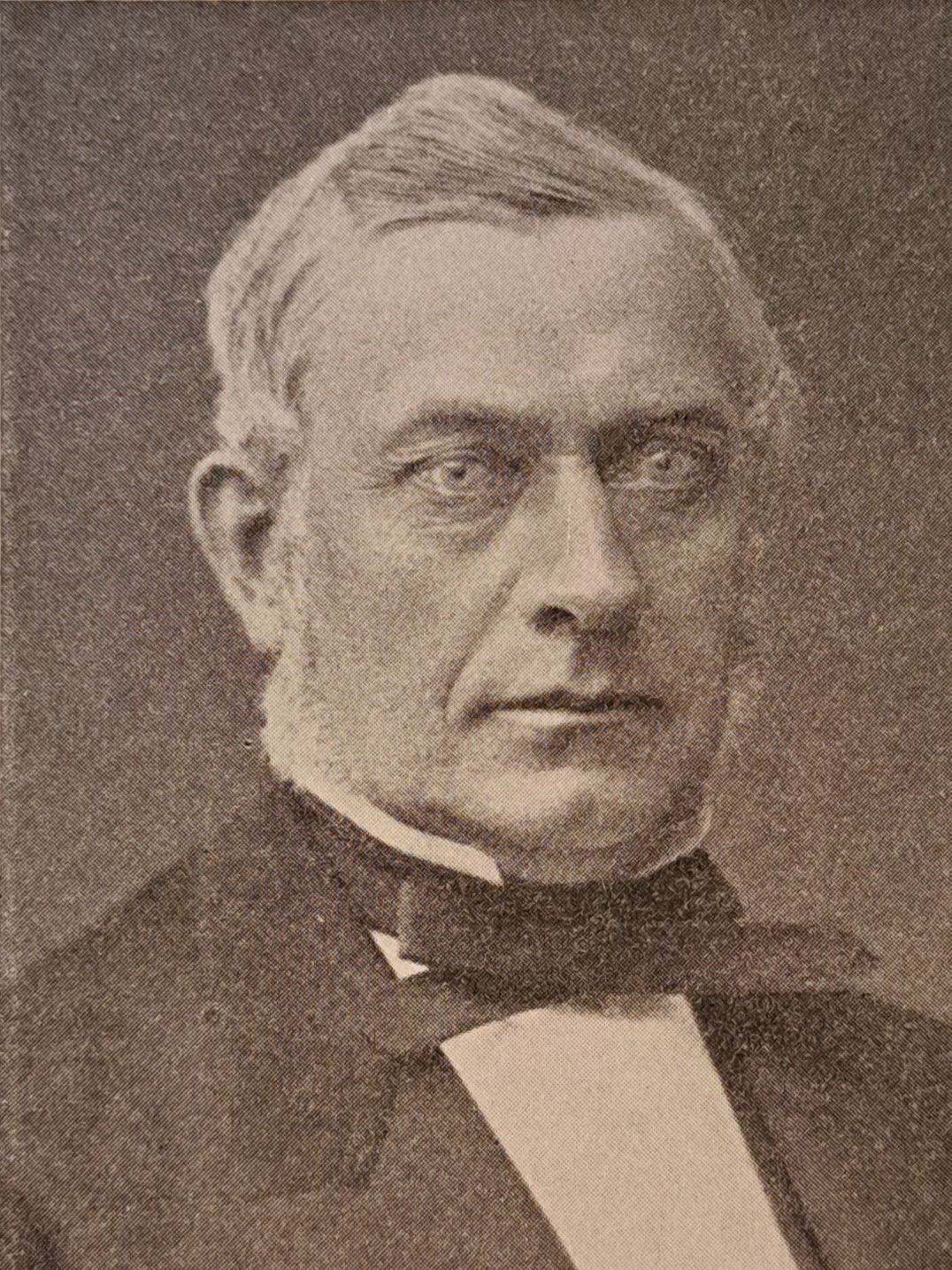
Carl Anton Lignell (1816-1892)

### Kvarter och bostadsområden
- Eriksberg
- Erikslund
- Fyrvalla